# SpaceX CRS-13
SpaceX CRS-13 (также известный как SpX-13) — тринадцатый полёт автоматического грузового корабля Dragon компании SpaceX в программе снабжения Международной космической станции по контракту Commercial Resupply Services (CRS) с NASA.
Впервые в миссии NASA была использована уже летавшая первая ступень ракеты-носителя Falcon 9, которая была применена во время запуска SpaceX CRS-11, в июне 2017 года.
Корабль для этого полёта также используется повторно, в 2015 году он вернулся после 33 дней пребывания в космосе, в рамках миссии SpaceX CRS-6.

## Запуск
Этот запуск стал первым с обновлённого стартового комплекса SLC-40, который был отремонтирован и усовершенствован после взрыва ракеты-носителя, случившегося при подготовке к запуску спутника «Амос-6» в сентябре 2016 года.
Запуск осуществлен в 15:36 UTC 15 декабря 2017 года.

## Сближение и стыковка
17 декабря 2017, 10:57 UTC астронавты НАСА Марк Томас Ванде Хай и Джозеф Акаба осуществили захват грузовика механическим манипулятором Канадарм. Затем в 13:26 UTC под управлением с Земли грузовик был успешно пристыкован к модулю Гармония.

## Полезная нагрузка
Dragon доставил на МКС 2205 кг полезного груза.
В герметичном отсеке доставлено 1560 кг (с учётом упаковки), в том числе:
- Провизия и вещи для экипажа — 490 кг
- Материалы для научных исследований — 711 кг
- Оборудование для выхода в открытый космос — 165 кг
- Оборудование и детали станции — 189 кг
- Компьютеры и комплектующие — 5 кг

В негерметичном контейнере на МКС доставлено внешнее оборудование для станции: датчик суммарного и спектрального солнечного излучения (TSIS-1) и датчик космического мусора (SDS), общей массой 645 кг.
Так же в рамках эксперимента Rodent Research-6 было доставлено 40 живых мышей для изучения влияния микрогравитации. В январе часть мышей живыми была возвращена на Землю на борту этого корабля.

## Отстыковка и возвращение
Корабль отстыковался от МКС 13 января 2018  автоматически по команде с Земли. Процедура автоматической расстыковки для роботизированного манипулятора Канадарм2 разрабатывалась последние пять месяцев. Процесс расстыковки выполнялся под управлением диспетчеров Канадского космического агентства на объекте Сейнт Хуберт (Квебек) по прямой линии связи команды ROBO с экипажем МКС.
Команда открыть ловушку концевого захвата Канадарм2 была отправлена в 9:58 UTC, и, как только фиксаторы захвата освободили штырь захвата Драгон, роботизированная рука под удалённым управлением была отведена на безопасное от корабля расстояние 4,5 метра. Через три минуты после этого космический корабль получил команду запуска двигателей для первичного импульса отчаливания, а затем, ещё через одну минуту, выполнил манёвр ускорения по радиальному вектору, чтобы покинуть 200 метровую «зону безопасности» вокруг МКС. Третий и самый продолжительный манёвр, направивший Драгон прочь МКС, был выполнен примерно через десять минут после отделения.
Примерно за 50 минут до запланированного времени посадки Драгон запустил свои двигатели Драко для 10-минутного манёвра торможения, чтобы замедлить корабль примерно на 100 метров в секунду для схода с орбиты, а за четыре минуты до входа в атмосферу отбросил негерметичную секцию багажника, которая не оснащена системой тепловой защиты и сгорает при входе вместе с содержащимися в ней грузами.
Столкнувшись с плотной атмосферой, корабль начал контролируемое падение используя для торможения теплозащитный экран из абляционного материала PICA-X, выдерживающего температуру до 1600 градусов по Цельсию. Замедлившись до дозвуковой скорости 240 метров в секунду, на высоте приблизительно 13,7 километров спускаемый аппарат выпустил два тормозных парашюта, чтобы ещё больше уменьшить его скорость перед раскрытием трёх больших основных парашютов.
Корабль приводнился в 15:36 UTC в Тихом океане, примерно в 625 километрах к западу от Нижней Калифорнии.
Драгон вернул на Землю 1850 килограмм грузов: 108 кг снаряжения и личных вещей прошлых экипажей, 321 кг оборудования для работы в открытом космосе для ремонта на Земле, 281 кг оборудования для инспектирования, ремонта и утилизации, 16 кг компьютерного оборудования и 913 килограммов материалов научных исследований в виде образцов, упакованных в электрические лабораторные морозильники и двойные сумки-холодильники, а также различные результаты завершённых экспериментов, ожидающие послеполётного анализа.
Так же при возвращении с орбиты в сгораемом багажнике было утилизированное оборудование успешного эксперимента ISS-RapidScat (по наблюдению за ветровыми структурами над поверхностью океана) находившиеся на наружной поверхности станции после доставки его на станцию кораблем SpaceX CRS-4 в сентябре 2014 года.